# Красний Куток
Красний Куток (рос. Красный Куток) — село у Борисовському районі Бєлгородської області, адміністративний центр Краснокутського сільського поселення (Бєлгородська область). Село засноване у 1710 році. Розташоване на етнічно-історичних землях Східної Слобожанщини.

## Історія
Офіційною датою освіти села вважається 1710 рік.
У 1773 році населення слободи Червоний Куток становило 193 жителя. У 1811 році — 306 мешканців.
1873 року в селі була відкрита церковно-парафіяльна школа.
Після введення в експлуатацію залізниці у 1910 році, що з'єднала Червоний Куток з містами Харків та Льгов (Ольгів), його населення почало збільшуватися.
Через малоземелля селян на селі були розвинені промисли. Найбільш поширені з них — гончарний, столярний та теслярський.

## Географія
Відстань до Бєлгорода — 48 кілометрів.

## Заповідники
Поблизу села розміщена дільниця заповідника «Білогір'я» (рос. Белогорье) — «Ліс на Ворсклі»

## Кількість населення
| 1764 | 1773 | 1811 | 1970  | 2002 | 2010 |
| ---- | ---- | ---- | ----- | ---- | ---- |
| 144  | ↗193 | ↗306 | ↗1500 | ↘558 | ↘556 |

## Релігійний об'єкт
Знаменський Храм

## Транспорт
Найближча до села (~2 км) залізнична платформа  — «148 км»

## Галерея

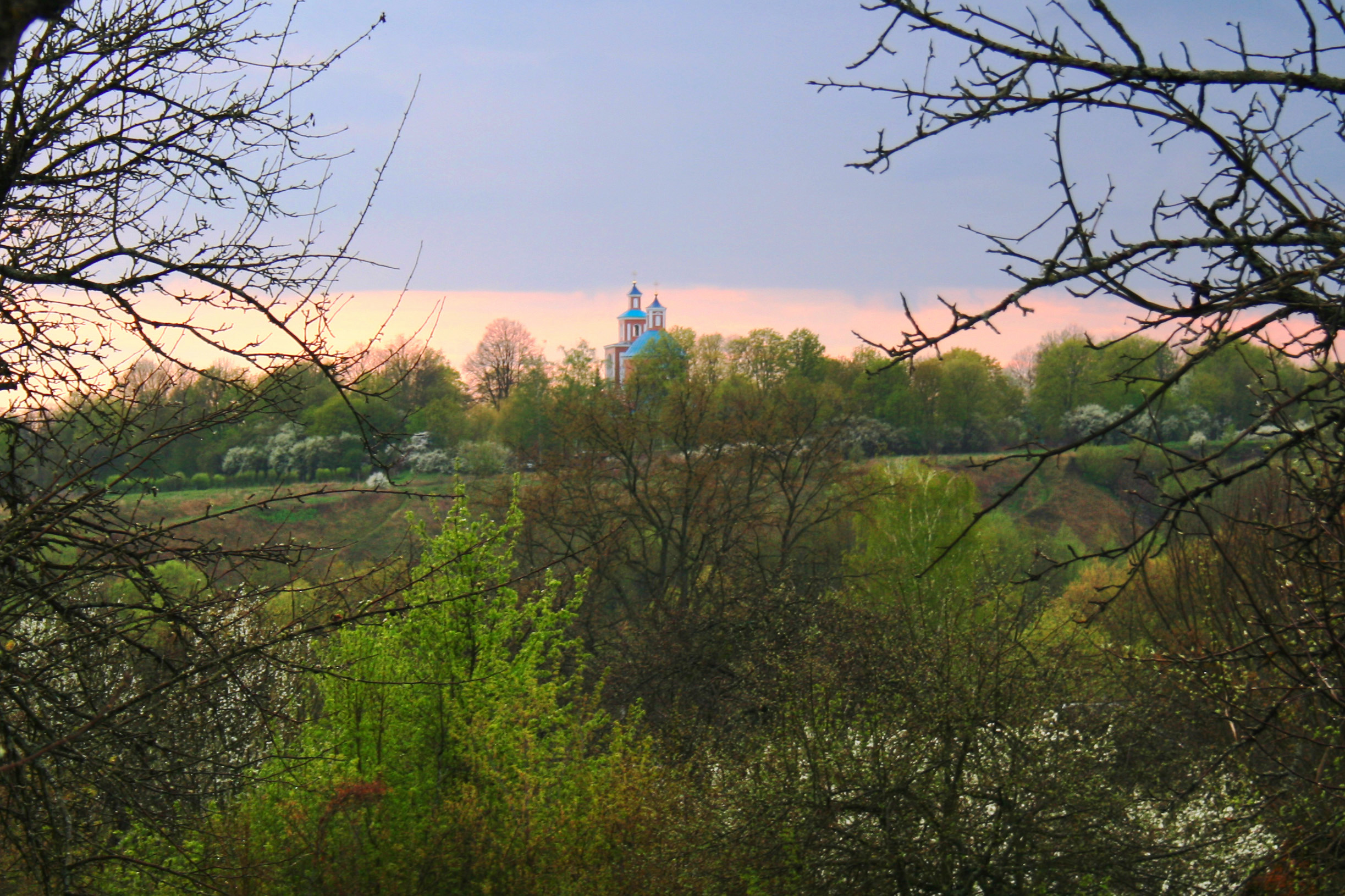
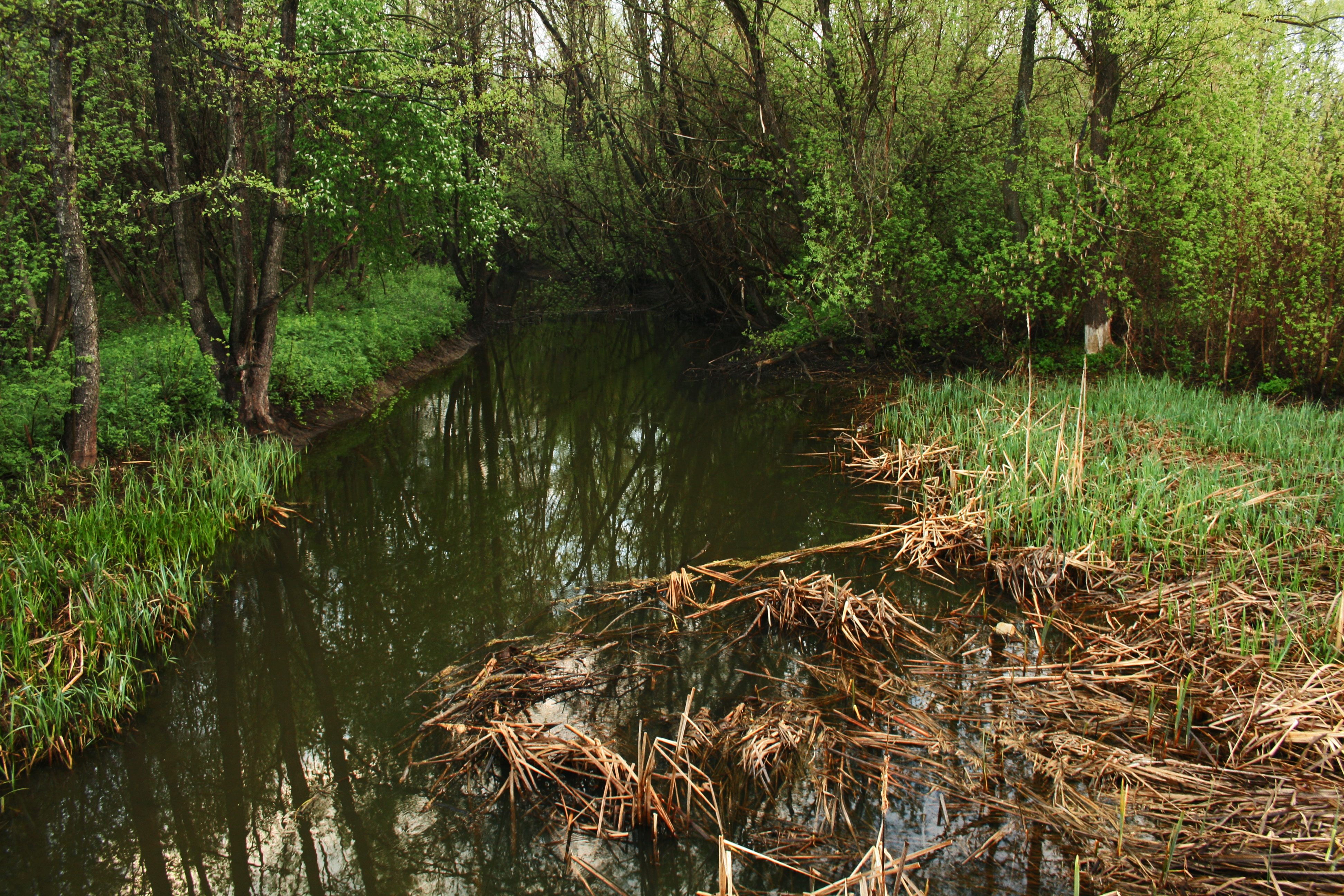
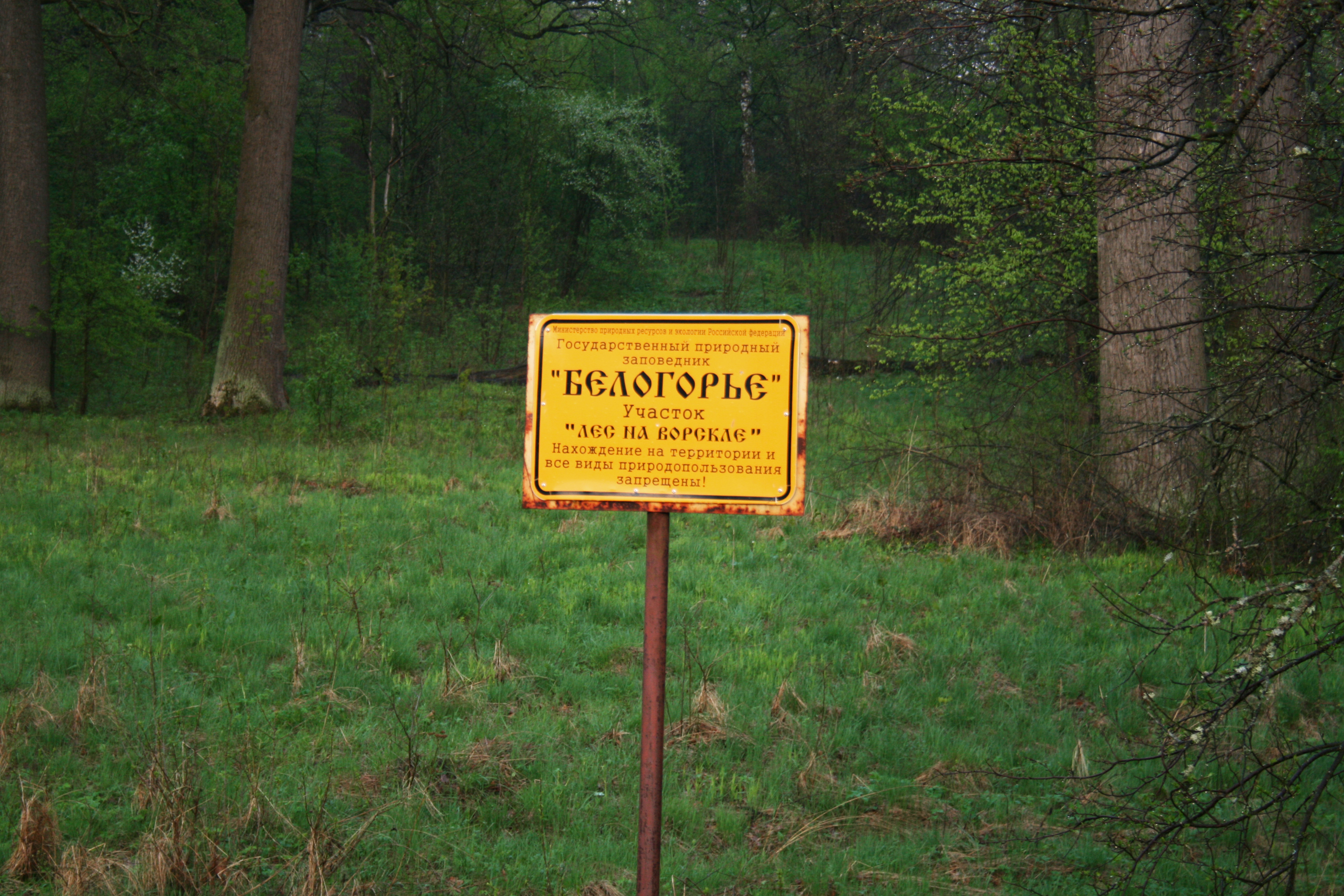
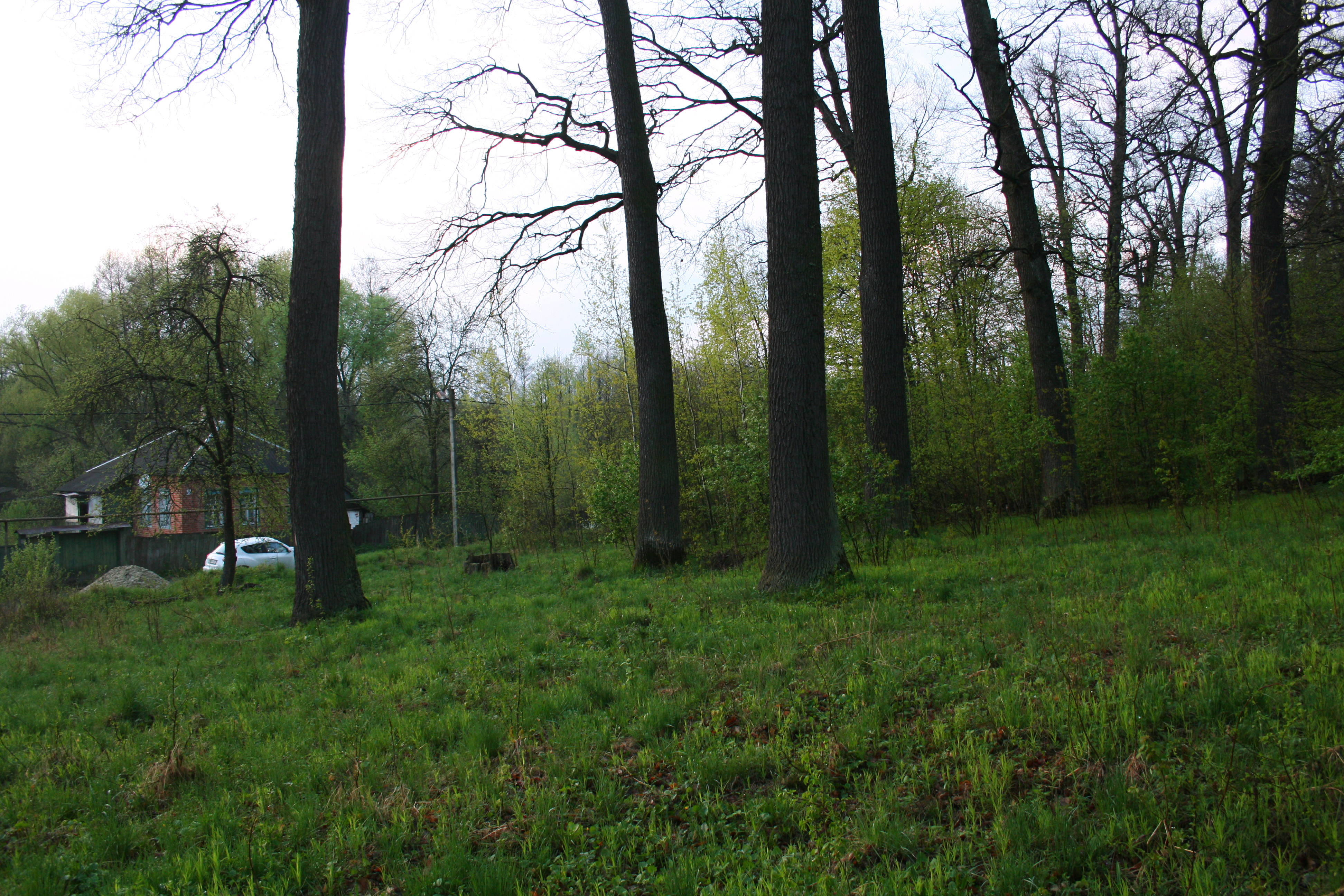

## Люди
В селі народився Лаврик Геннадій Іванович — український архітектор.